# Begonia ferramica
Espèce
Begonia ferramica est une espèce de plantes de la famille des Begoniaceae.
L'espèce fait partie de la section Scutobegonia.
Elle a été décrite en 1967 par Nicolas Hallé (1927-…).

## Répartition géographique
Cette espèce est originaire du Gabon.